# Algemene Centrale-ABVV
De Algemene Centrale (AC), in het Frans La Centrale Générale (CG), is een vakcentrale die deel uitmaakt van het ABVV. Ze is de grootste arbeiderscentrale van België met 419.382 leden (2020) en meer dan 10.000 militanten. Voorzitter is Werner Van Heetvelde.

## Geschiedenis
Vanaf de 19de eeuw ontstond er (ondanks het verenigingsverbod) onderlinge solidariteit onder de arbeiders en werden er kleine, veelal lokale, vakbonden opgericht. 
Zij werden hierin onder andere aangemoedigd door de oprichting van de Belgische Werkliedenpartij (BWP). De kleine onafhankelijke vakbonden zagen al snel de noodzaak om zich te verenigen en te integreren in een krachtige structuur. Zo voegden ze zich eerst bij de vakbond van de bouwwerkers aan, en nadien bij die van de fabriekswerkers.
De Algemene Centrale ontstond uit de fusie van de Centrale van Bouw en Hout (opgericht op 1 januari 1920) met de Centrale der Fabriekwerkers op 1 januari 1921, onder de naam Algemene Centrale der Bouw- en Ameublementarbeiders en der Gemengde Vakken van België (ACBAGVB). De oudste vakbond die op heden deel uitmaakt van de AC is het Boekdrukkersverbond van Antwerpen, opgericht in 1856. In de jaren 30 volgde de fusie met de vakbonden uit de glasnijverheid (1929), het syndicaat van de haarkappers (1930), de Waalse Centrale des Paveurs et Aides de Belgique (1936). In de aanvangsperiode van haar bestaan voerde de vakcentrale onder meer strijd rond de invoering en verhoging van de minimumlonen en de arbeidsduurvermindering. In 1921 werd de 'achturendag voor elkeen' gerealiseerd, met uitzondering voor de bouwvakkers die het kader van de wederopbouw na de Eerste Wereldoorlog een 54-urenweek opgelegd kregen (KB van 26 mei 1922). De centrale voerde omstreeks deze periode ook strijd tegen het feit dat werkgevers vanaf 1923 ook de seizoenswerkloosheid in het hoogseizoen mochten recupereren, waardoor de werkgevers de arbeiders in de bouwsector tot 10 uur per dag laten werken. In 1932 werd de intrekking hiervan gerealiseerd en gold de achturendag ook in deze sector. Tevens was de AC, nog voor de invoering van het betaald verlof in 1936, een van de eerste vakorganisaties om eigen vakantiecentra (Floreal) op te richten.
Op 22 november 1940 verplichtte de Duitse bezetter de vakbonden op te gaan in een gemeenschappelijke organisatie met het Vlaams-nationalistische Arbeidsorde wat leidde tot de oprichting van de Unie van Hand- en Geestesarbeiders (UHGA). Tijdens de Tweede Wereldoorlog speelde de vakorganisatie zowel in de collaboratie als in het verzet slechts een beperkte rol. Zo verlieten de Waalse afdelingen reeds in de eerste helft van 1941 de UHGA en vielen ook de ledenaantallen in Vlaanderen snel terug. Voor de Antwerpse afdeling betrof het een daling van ca. 15.000 naar 100 leden. Na de bevrijding, op 30 september 1945, volgde de fusie met het Eenheidssyndicaat van Bouw, Hout en Gemengde Vakken in het kader van het fusiecongres waarbij o.a. het Belgisch Vakverbond (BVV), de Mouvement Syndical Unifié (MSU) en het Belgisch Verbond der Eenheidssyndicaten (BVES) samensmolten tot het ABVV. Op 17 mei 1945 was de vooroorlogse ACBAGVB (strekking BVV) goed was voor ruim 40.000 leden. De communistische strekking (BVSES) telde zo’n 20.000 leden en André Renard (MSU) had ca. 4.700 aanhangers. Op 1 januari 1953 sloten vervolgens de Centrale der Leder- en Vellenbewerking van België en op 1 april 1954 het Belgisch Centraal Verbond voor Tabaksbewerkers zich aan bij de ACBAGVB. Kort daaropvolgend, op 17 mei 1954, werd de naam van de organisatie veranderd in de huidige benaming, de Algemene Centrale (AC). Op 1 januari 1965 volgde de fusie met de Centrale der Steenbewerkers van België.
Op 28 januari 1994 volgde de fusie met de Nationale Centrale der Mijnwerkers van België (NCMB). Op 1 januari 1996 vond vervolgens de fusie plaats met de Vlaamse afdelingen van de Centrale der Boek- en Papiernijverheid (CBP) van Roger Sagon, de Brusselse en Waalse afdelingen van deze vakcentrale gingen op in de Bond van Bedienden, Technici en Kaderleden (BBTK). Deze opdeling had er met te maken dat de CBP in Brussel en Wallonië voornamelijk leden telde die tewerkgesteld waren als bediende in bijvoorbeeld dagbladbedrijven, terwijl deze centrale in Vlaanderen dan weer eerder arbeiders vertegenwoordigde die actief waren in bijvoorbeeld labeurdrukkerijen. De CBP telde omstreeks die periode (1995) 13.643 leden. Op 1 januari 2014 ten slotte volgde de fusie met de Centrale voor Textiel, Kleding en Diamant (TKD).

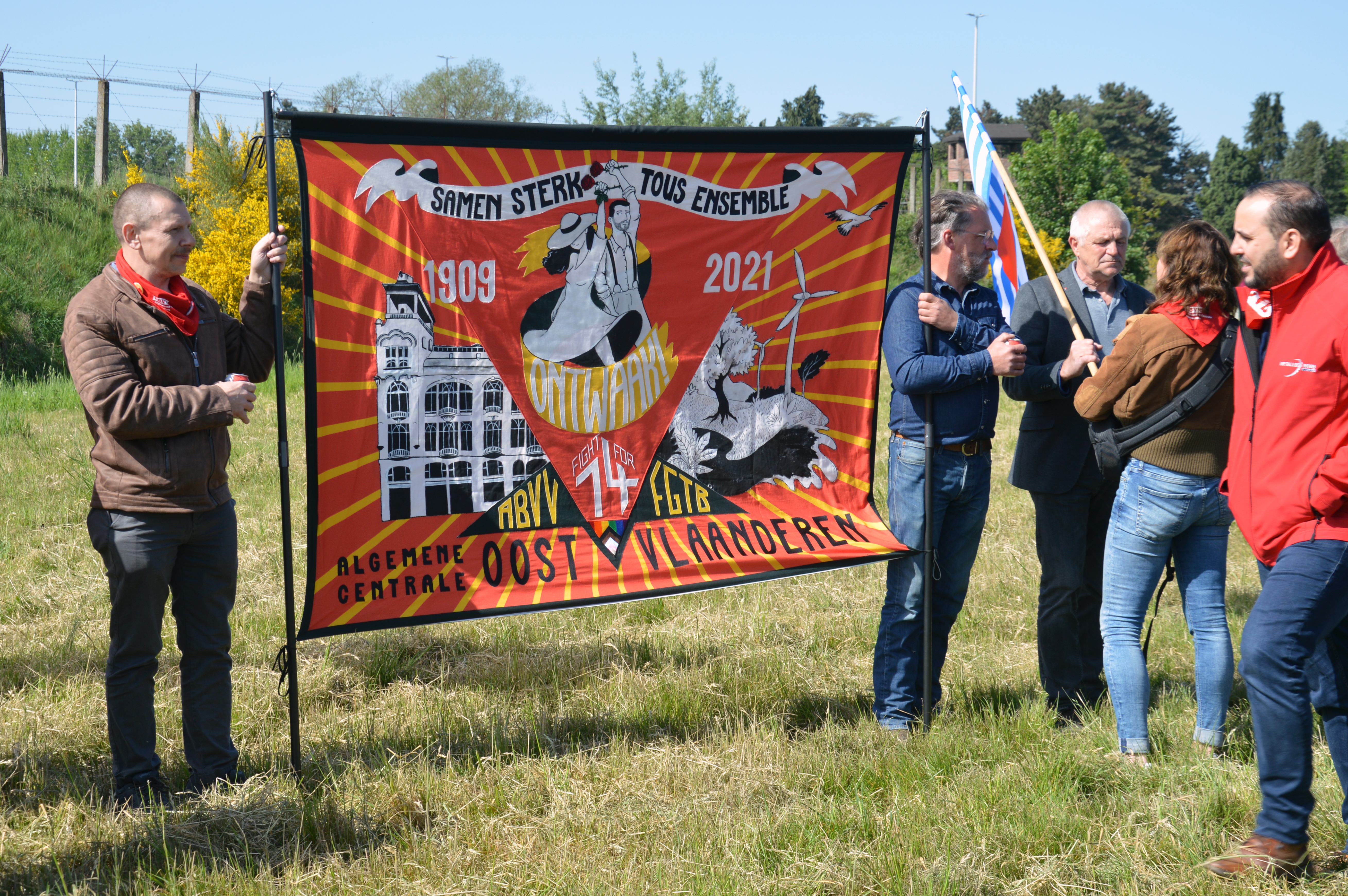
Syndicalisten met de strijdvlag van de AC Oost-Vlaanderen, 2022

In 2018 bereikten de BBTK en de AC - de twee grootste centrales binnen het ABVV - een akkoord dat voor 47 sectoren het principe vastlegt van één centrale per sector. Sindsdien worden werknemers van de betrokken sectoren vertegenwoordigd door de BBTK of de AC, ongeacht hun statuut. Eén centrale per sector vereenvoudigt het sociaal overleg aanzienlijk en zorgt ervoor dat de belangen van de werknemers beter worden behartigd.

## Structuur

### Bestuur
De huidige voorzitter is Werner Van Heetvelde en de algemeen-secretaris is Geoffrey Goblet.
| Periode      | Voorzitter           |
| ------------ | -------------------- |
| ...          |                      |
| 1932 - 1946  | Emile Gryson         |
| 1946 - 1949  | Paul Fassin          |
| 1949 - 1966  | Isidore Smets        |
| 1966 - 1976  | Emiel Janssens       |
| 1976 - 1980  | Alfons Van Uytven    |
| 1980 - 1982  | André Vanden Broucke |
| 1982 - 1984  | Jean De Nooze        |
| 1984 - 1992  | Juan Fernandez       |
| 1992 - 1995  | Michel Nollet        |
| 1995 - 1997  | Hans Raes            |
| 1997 - 2004  | Maurice Corbisier    |
| 2004 - 2014  | Alain Clauwaert      |
| 2015         | Paul Lootens         |
| 2015 - heden | Werner Van Heetvelde |

| Periode     | Ondervoorzitter   |
| ----------- | ----------------- |
| ...         |                   |
| 1951 - 1966 | Emiel Janssens    |
| 1966 - 1968 | Louis Plumier     |
| 1969 - 1970 | Bert Truyens      |
| 1970 - 1976 | Alfons Van Uytven |
| 1976 - 1982 | Jean De Nooze     |

| Periode     | Algemeen-secretaris  |
| ----------- | -------------------- |
| 1980 - 1982 | Jean De Nooze        |
| 1982 - 1984 | Juan Fernandez       |
| 1984 - 1991 | Henri Lorent         |
| 1992        | Michel Nollet        |
| 1992 -1995  | Hans Raes            |
| 1995 - 1997 | Maurice Corbisier    |
| 1998 - 2000 | Dan Plaum            |
| 2001 - 2004 | Alain Clauwaert      |
| 2004 - 2011 | Jacques Michiels     |
| 2011 - 2014 | Paul Lootens         |
| 2015        | Werner Van Heetvelde |
| 2015 - 2017 | Robert Vertenueil    |
| 2017 - 2020 | Eric Neuprez         |
| 2020        | Geoffrey Goblet      |

### Organisatie
De Algemene Centrale is een Vereniging Zonder Rechtspersoonlijkheid (VVZRL). De hoofdzetel is gevestigd in de Hoogstraat 26-28 te Brussel.
De AC telt 15 afdelingen, waar de vakbondssecretarissen het vakbondswerk organiseren en ondersteunen. Verder groepeert de Algemene Centrale alle werknemers in een arbeidersstatuut in België, uitgezonderd de arbeiders die werkzaam zijn in de metaalindustrie (CMB), de transport (BTB), de horeca, de voedingsindustrie en -handel (HORVAL).
| Jaar | Ledenaantal |
| ---- | ----------- |
| 1920 | 74.000      |
| 1925 | 80.543      |
| 1930 | 89.002      |
| 1935 | 120.065     |

| Jaar | Ledenaantal |
| ---- | ----------- |
| 1937 | 126.721     |
| 1945 | 93.129      |
| 1951 | 130.147     |
| 1955 | 150.391     |

| Jaar | Ledenaantal |
| ---- | ----------- |
| 1960 | 157.253     |
| 1965 | 174.760     |
| 1970 | 193.025     |
| 1975 | 258.680     |

| Jaar | Ledenaantal |
| ---- | ----------- |
| 1980 | 258.680     |
| 1985 | 246.589     |
| 1990 | 267.962     |
| 1995 | 300.003     |

| Jaar | Ledenaantal |
| ---- | ----------- |
| 2000 | 350.764     |
| 2010 | 376.000     |
| 2020 | 419.382     |

### Werking
De verschillende niveaus binnen de AC zijn:
Statutair Congres
Het Statutaire Congres komt elke vier jaar samen en bestaat uit de syndicale afgevaardigden. De bevoegdheden zijn de politieke lijn bepalen door middel van het goedkeuren van resoluties. Daarnaast verkiest het de leden van het Federaal Bureau.
Controle Commissie
De Controle Commissie is een orgaan binnen de vakcentrale dat toezicht houdt op de boekhouding en financiën van de vakcentrale. Het is samengesteld uit 4 verkozenen door het Congres en 1 verkozene door het Federaal Bestuur.
Federaal Bestuur
Het federaal bestuur is een orgaan binnen de vakcentrale dat waakt over de naleving van de statuten en de uitvoering van de beslissingen van het Federaal Bestuur en het Congres. Het komt bijeen om de zes maanden en is samengesteld uit leden van het Federaal Secretariaat en vertegenwoordigers van de gewestelijke afdelingen.
Uitvoerend Bestuur
Het uitvoerend bestuur is een orgaan binnen de vakcentrale en komt tweewekelijks samen. Het is samengesteld uit leden van het Federaal Secretariaat en de negen verkozenen van het Federaal Bestuur. De bevoegdheden zijn de financiën, het beheer en de werking van de Gewestelijke Afdelingen.
Federaal Secretariaat
Het Federaal secretariaat is een orgaan dat het dagelijks bestuur van de vakcentrale organiseert. Het bestaat uit een voorzitter, algemeen secretaris en 8 federale secretarissen.
Gewestelijke Afdelingen
De gewestelijke afdelingen vormen de basis van de vakcentrale en organiseren dienstverlening, probleemoplossing en communicatie met de leden en syndicaal afgevaardigden.
Vakcongres
Is een orgaan binnen de vakcentrale dat elke vier jaar georganiseerd wordt voor elke belangrijke sector.
Vakcommissie
Dit orgaan binnen de vakcentrale wordt ingesteld door het Federaal Bestuur voor elke belangrijke sector. Ze komt naar noodzaak bijeen en is belast met de voorbereiding en organisatie van de vakbondswerking in de betrokken sector.
Syndicale Afvaardiging
Daarnaast zijn er militanten en delegees die verkozen zijn bij de sociale verkiezingen door de werknemers in de bedrijven. Deze verdedigen de rechten van de aangesloten leden binnen hun bedrijf volgens twee verschillende modellen:
- het strijdmodel waarbij men in de bedrijven actievoerders heeft die waken over de sociale toestand. Deze door de vakbond aangestelde personen vormen de vakbondsdelegatie.
- het overlegmodel waarbij er twee organen zijn voor de communicatie tussen werkgever en werknemer. Dit zijn de ondernemingsraad en de Comités voor Preventie en Bescherming op het Werk (CPBW). Deze personen worden verkozen door de werknemers.

### Organogram

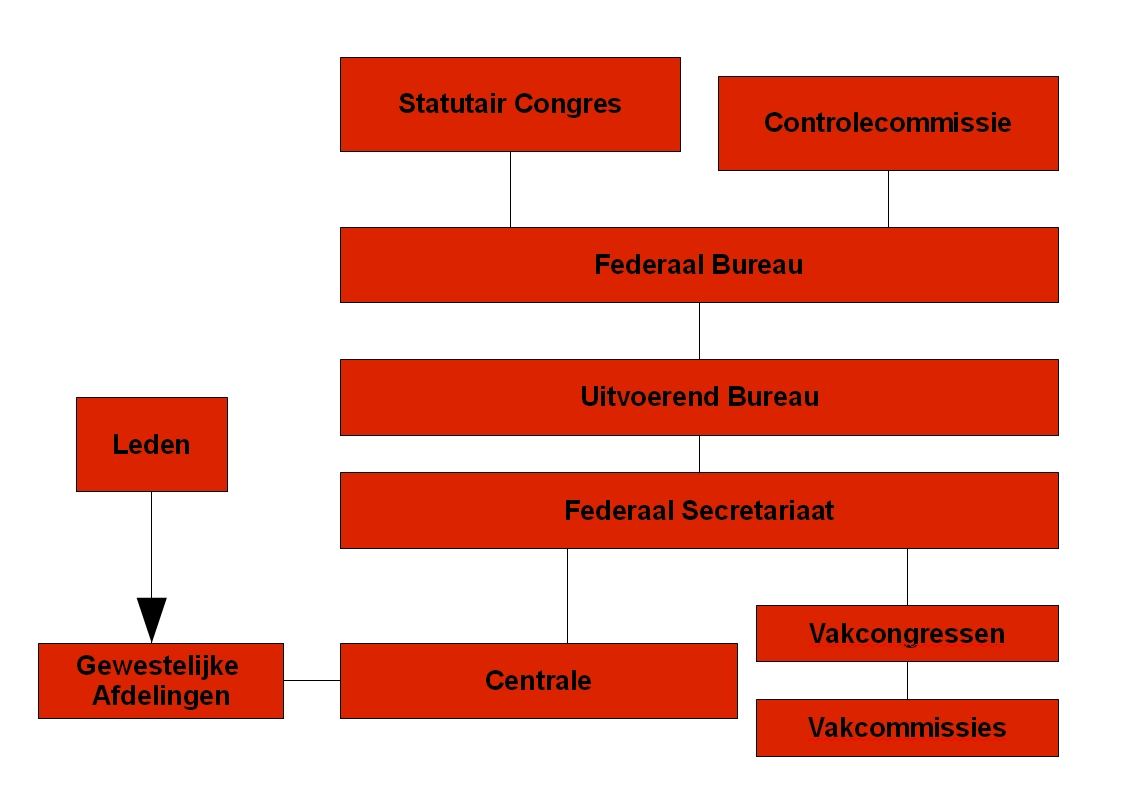
Organogram Vakcentrales

### Sectoren
De sectoren (met tussen haakjes het paritair comité waartoe elke sector behoord) waarin de Algemene Centrale actief is, zijn:
| - Aanvullend paritair comité voor arbeiders (PC 100) - Aanvullend Paritair comité voor bedienden (PC 200) - Beschutte werkplaatsen (PC 327) - Betonindustrie (PC 106.02) - Bewaking (PC 317) - Bont en kleinvel (PC 148) - Bosontginningen (PC 125.01) - Bouw (PC 124) - Cementfabrieken (PC 106) - Diamantnijverheid (PC 324) - Dienstencheques (PC 322.01) - Steengroeven Doornik (PC 102.07) - Glasnijverheid (PC 115) - Grint- en zandgroeven (PSC 102.06) - Groeven (PC 102) - Hardsteen Henegouwen (PC 102.01) - Hardsteen Luik-Namen (PC 102.02) - Hout en stoffering (PC 126) | - Houthandel (PC 125.03) - Houtindustrie (PC 125) - Interim/Uitzendarbeid (PC 322) - Jutezakken (PSC 120.03) - Kappers, schoonheidszorgen en fitness (PC 314) - Porseleinaarde - Zandgroeven (PSC 102.05) - Kalkovens - Bitterspaatgroeven (PC 102.09) - Keramiek (PC 113) - Kleding en confectie (PC 215/109) - Leder (PC 128) - Lei(steen)groeven (PC 102.11) - Marmer (PC 102.08) - Meester-kleermakers (PC 107) - Pannenbakkerijen (PC 113.04) - Papierverwerking (PC 136) - Papierproductie (PC 129) - Petroleum (PC 117) | - Porfier (PC 102.03) - Scheikunde (PC 116) - Schoonmaak en ontsmetting (PC 121) - Sociale werkplaatsen (PC 327.02) - Socio-culturele sector (PC 329) - Steenbakkerijen (PC 114) - Terrils (PC 102.10) - Stoffering en Houtbewerking (PC 126) - Tabak (PC 133) - Terugwinning van allerlei producten (PC 142.04) - Terugwinning van papier (PC 142.03) - Terugwinning van textiel - Textielnijverheid (PC214/120) - Textielverzorging (PC 110) - Vezelcement (PC 106.03) - Vlasbereiding (PC 120.02) - Zagerijen (PC 125.02) - Zandsteen–Kwartsiet (PC 102.04) |

### Internationale context
De Algemene Centrale maakt op Europees niveau deel uit van de Europese Federatie van bouwvakkers en houtbewerkers (EFBH), IndustriAll-EVV, de Europees Vakverbond voor Openbare Diensten (EPSU), UNI-Europa en de Europese Federatie voor Voeding, Landbouw en Toerisme (EFFAT).
Op internationaal niveau maakt ze deel uit van de IndustriALL Global Union, de Internationale Vakbond voor Voeding, Landbouw, Hotel, Restaurant, Catering, Tabak en Geallieerde Arbeiders (IUF), de Openbare Diensten Internationaal (PSI) en de Bouw- en Houtwerkers Internationaal (BWI).

## Floreal
Daarnaast maakt ook Floreal, het vakantiecentrum van het ABVV, deel uit van de Algemene Centrale. Deze beschikt over vakantiecentra in Blankenberge, Nieuwpoort, La Roche-en-Ardenne, Mont-Saint-Aubert en Malmedy, en een aantal campings.

## Bekende (ex-) leden
- Jozef Chalmet
- Alain Clauwaert
- Joseph Coole
- Caroline Copers
- Edgard Coppens
- Maurice Corbisier
- Livien Danschutter
- Léon Debatisse
- Roger Delcroix
- Herman De Loor
- Jean De Nooze
- Eugène Deprez[18]
- Georges Derieuw

- Edward De Vlaemynck[19]
- Louis Eggers[20]
- Paul Fassin
- Juan Fernandez
- Geoffrey Goblet
- Eddy Graller[21]
- Emile Gryson
- Joseph Jacquemotte
- Emiel Janssens
- Charles Jordens[22]
- Charles Depreeuw
- Jos Kennis[23]
- Paul Lootens
- Henri Lorent
- Jacques Michiels

- Eddie Monsieur
- Louis Namèche
- Eric Neuprez[24]
- Michel Nollet
- Gustaaf Nyffels
- Dan Plaum
- Louis Plumier
- Hans Raes
- John Roelants
- Abraham Ruiz[25]
- Marcel Schoeters
- Isidore Smets
- Bert Truyens

- André Vanden Broucke
- Jules Van Droogenbroeck[26]
- Edward Van Eyndonck
- Frans Van Gael[27]
- Werner Van Heetvelde
- Jozef Van Santvoort
- Alfons Van Uytven
- Robert Van Wingene[28]
- Nicolas Verlinden[29]
- Robert Vertenueil
- Isidoor Vinck
- August Wijn[30]